# Abdul Jalilul Akbar do Brunei
Abdul Jalilul Akbar foi o décimo sultão de Brunei. Ele sucedeu seu pai, Muhammad Hassan, em 1598 e governou até sua morte em 1659. Quando ascendeu ao trono, seu tio Pengiran Di-Gadong Sahibul Mal Besar Omar atuou como seu regente.

## Biografia
O sultão era filho de Muhammad Hassan, o nono governante de Brunei. Antes de ascender ao trono, ele era conhecido como Rajá Tua Abdul Jalil. Ele se casou com uma princesa de Java, Radin Mas Ayu Siti Aishah, filha de Kiyai Temenggong Manchu Negoro de Gersik. De seu casamento, eles geraram os futuros sultões Abdul Jalilul Jabbar, Muhyiddin e os príncipes Raja Omar, Pengiran Derma Wangsa Pengiran Muda Bongsu, Pengiran Di-Gadong Sahibul Mal Raja Damit Shahbudin, além de quatro filhas desconhecidas.
O sultão teve outros filhos de suas outras esposas, incluindo Pengiran Muda Besar Abdullah (pai do sultão Nasruddin), Raja Tengah e Raja Besar.
Durante o seu reinado, fez inúmeros contactos com as potências europeias. Ele estabilizou as relações diplomáticas com os espanhóis que estavam baseados em Manila em 1599.
Em dezembro de 1600 e janeiro de 1601, um holandês chamado Olivier Van Noort visitou Brunei, e deixou relatos vívidos sobre Brunei. Embora ele não tenha mencionado o nome do sultão governante na época, Van Noort conseguiu descrever que o rei de Brunei estava sob a tutela de seu tio que atuava como seu regente.
Em 1612, um marinheiro inglês, Sir Henry Middleton visitou Brunei como parte de sua viagem às Índias Orientais. 
Morreu em 1659. Ele governou o sultanato por sessenta e um anos. Após sua morte, ele era conhecido como Marhum Tua. Ele foi sucedido por seu filho, Abdul Jalilul Jabbar.